# Il libro dei capi
(dalla didascalia della prima figura)
Il libro dei capi (Aids to Scoutmastership), tradotto in Italia anche con il titolo Suggerimenti per l'educatore scout, è un saggio di Robert Baden-Powell. È il primo e il più autorevole manuale dedicato all'educazione scout dal punto di vista esclusivamente del capo.
Pubblicato per la prima volta nel 1919, esso è diviso nei seguenti capitoli:
1. Gli elementi della formazione scout
  1. Il capo
  2. Il ragazzo
  3. Lo Scautismo
2. Lo scautismo per l'educazione alla vita sociale
  1. Il carattere
  2. Salute e forza fisica
  3. Abilità manuale
  4. Servizio del prossimo

## Edizioni
- Robert Baden-Powell, Il libro dei capi, traduzione di Mario Sica, IX ed., collana I libri di Baden-Powell, Fiordaliso, 2006,  pp. 116, cap. 7, ISBN 88-8054-795-X.